# Blaps nitens laportei
Blaps nitens laportei – podgatunek chrząszcza z rodziny czarnuchowatych i podrodziny Tenebrioninae.
Podgatunek ten został opisany w 1973 roku przez Paula Ardoina. Klasyfikowany jest w grupie gatunków B. nitens. Wyniki badań przeprowadzonych przez Condamine i współpracowników, zarówno tych z 2011 jak i 2013 roku, wskazują, że podgatunek ten zajmuje pozycję siostrzaną względem gatunku Blaps sulcifera. Według wyników z 2013 roku linie ewolucyjne tych taksonów rozeszły się w I połowie plejstocenu.
Chrząszcz ten występuje od libijskiej Cyrenajki, przez Egipt po izraelski Negew.